# Batman: Gotham City Racer
 (octobre 2019).
Si vous disposez d'ouvrages ou d'articles de référence ou si vous connaissez des sites web de qualité traitant du thème abordé ici, merci de compléter l'article en donnant les références utiles à sa vérifiabilité et en les liant à la section « Notes et références ».
Batman: Gotham City Racer est un jeu vidéo sur le super-héros Batman, l'homme chauve-souris. Il s'agit d'un jeu de course sorti en mai 2001 sur la console PlayStation. Le jeu été développé et édité par Ubisoft et il est basé sur la série télévisée d'animation Batman (The New Batman Adventures).

## Système de jeu
Batman: Gotham City Racer contient deux modes de jeu différents : le « Patrol mode » et l'« Aventure mode ». Le premier a pour but de se promener dans la ville de Gotham pour trouver des criminels. Quant au mode aventure, le joueur doit faire une quarantaine de missions différentes.